# Bolhoed

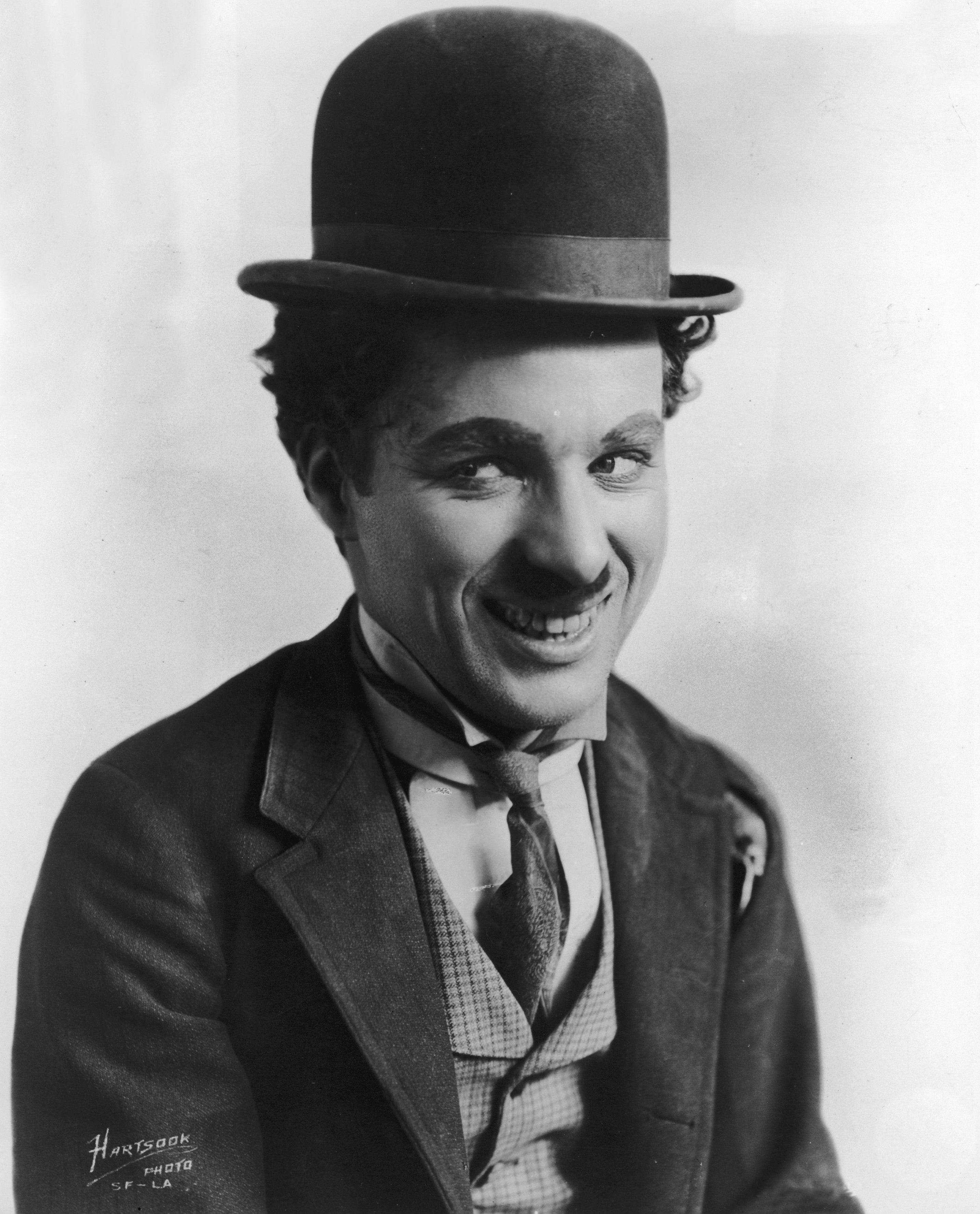
Charlie Chaplin met bolhoed

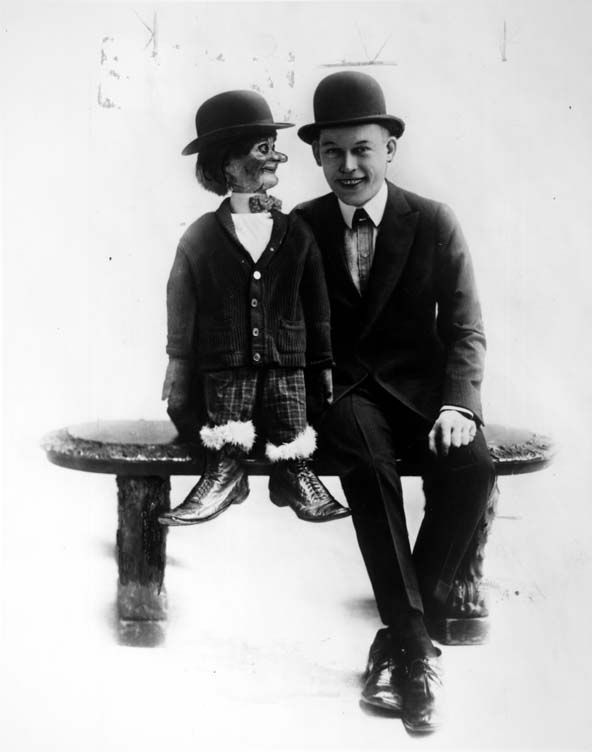
Poppenspeler Fred Allen met pop, ca. 1916

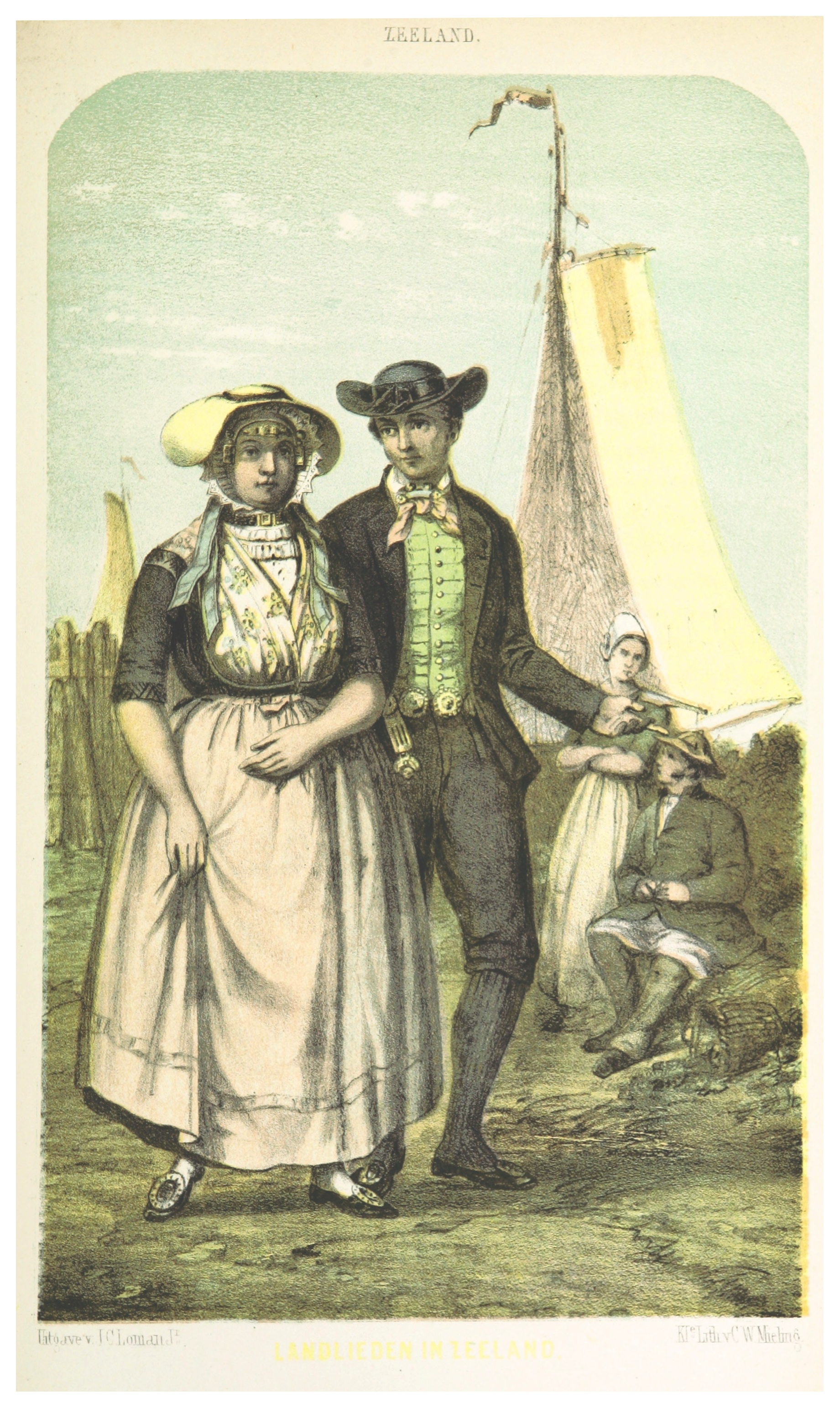
Man en vrouw in Zeeuwse klederdracht

Een bolhoed is een van oorsprong Brits hoofddeksel. De naam van de hoed is afgeleid van de vorm.
In het midden van de 20e eeuw was de bolhoed voor zakenlieden in Londen een bijna onmisbaar kledingstuk, samen met de paraplu. Op veel spotprenten worden Britten met deze attributen afgebeeld.
In Zeeland behoorde de bolhoed tot de klederdracht van de man. Het hoofddeksel is in het wapen en de vlag van Hoedekenskerke opgenomen.

## Bekende bolhoeddragers
- Charlie Chaplin
- Jansen & Janssen, uit Kuifje
- Piet de Jong, voormalig minister-president van Nederland
- Vader Abraham
- Lambik uit Suske en Wiske
- Stan Laurel en Oliver Hardy
- John Steed uit de televisieserie De Wrekers
- René Magritte droeg vaak een bolhoed, en beeldde geregeld bolhoeden af op zijn schilderijen, waaronder Le fils de l'homme
- Nero in de oude zwart-witreeks is geregeld met bolhoed te zien
- Hercule Poirot
- Odilon van Piependale uit Jommeke
- Dr. Peacock,  frenchcore dj
- Henri de Toulouse-Lautrec
- Winston Churchill

## Trivia
Een bolhoed speelt een grote rol in het stripalbum De hoed van Vidolmes.